# Vogal anterior

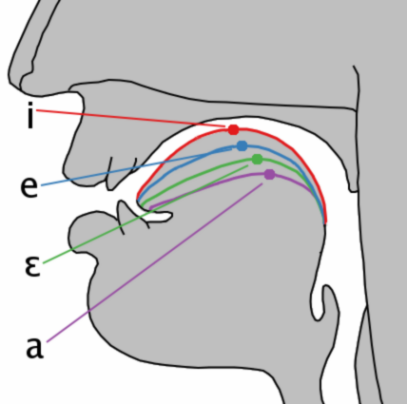
Comparação da posição da língua nas vogais anteriores: fechada [/i/], semifechada [/e/], semiaberta [/ɛ/] e aberta [/a/].

Uma vogal anterior, ou simplesmente uma anterior, é uma vogal que, em sua pronúncia a articulação se situa na parte mais anterior da boca possível, com a língua em direção ao palato duro, sem formar uma constrição que a classificaria como consoante. Acusticamente, são orais, agudas e sustenidas. As vogais anteriores portuguesas [ɛ] [e] [i], ao contrário das posteriores, não são arredondadas.
As vogais anteriores identificadas pelo Alfabeto Fonético Internacional são:
- vogal anterior fechada não arredondada [i]
- vogal anterior fechada arredondada [y]
- vogal anterior semifechada não arredondada [e]
- vogal anterior semifechada arredondada[ø]
- vogal anterior semiaberta não arredondada [ɛ]
- vogal anterior semiaberta arredondada [œ]
- vogal anterior quase aberta não arredondada [æ]
- vogal anterior aberta não arredondada [a]
- vogal anterior aberta arredondada [ɶ]